# شون ستيفنسون
شون ستيفنسون (بالإنجليزية: Sean Stephenson)‏ هو متحدث تحفيزي وكاتب أمريكي، ولد في 5 مايو 1979 في شيكاغو في الولايات المتحدة. توفي في 28 أغسطس 2019.

## وصلات خارجية
- شون ستيفنسون على موقع IMDb (الإنجليزية)